# NGC 3173
NGC 3173 је спирална галаксија у сазвежђу Шмрк (Пумпа) која се налази на NGC листи објеката дубоког неба.
Деклинација објекта је - 27° 41' 36" а ректасцензија 10h 14m 35,0s. Привидна величина (магнитуда) објекта NGC 3173 износи 12,9 а фотографска магнитуда 13,6. NGC 3173 је још познат и под ознакама ESO 500-16, MCG -4-24-22, AM 1012-272, IRAS 10122-2726, PGC 29883.